# Нижнерейнская лига
Нижнерейнская лига (нем. Niederrheinliga) — футбольная Оберлига, представляет собой часть пятого уровня системы немецких футбольных лиг; наивысшая футбольная лига Нижнего Рейна. Любительский статус. Управляется Футбольным союзом Нижнего Рейна.

## История
Лига была сформирована из 16 клубов в 1956 году, и образовала высшую лигу для Нижнерейнской футбольной ассоциации. До того три Ландеслиги были наивысшим уровнем в том регионе. Ландеслиги существуют в настоящий момент как шестой уровень футбола.